# Sergio Garrone
Sergio Garrone (Roma, 15 d'abril de 1925) és un director, guionista i productor de cinema italià.

## Vida i carrera
Ggermà de l'actor Riccardo, Garrone va començar la seva carrera l'any 1948 treballant com a ajudant de direcció, realitzador de documentals i ajudant de producció. El 1953, va abandonar la indústria del cinema, però el 1965 va ressorgir com a productor de pel·lícules de gènere de baix pressupost. A partir de 1968, Garrone també va ser actiu com a director i guionista, especialitzat en el gènere Spaghetti Western. Se'l va acreditar habitualment com a Willy S. Regan.

## Filmografia (com a director i guionista)
- Se vuoi vivere... spara! (1968)
- Tre croci per non morire (1968)
- Una lunga fila di croci (1969)
- Django il bastardo (1969)
- Uccidi Django... uccidi per primo!!! (1971)
- Quel maledetto giorno della resa dei conti (1971)
- La colomba non deve volare (1972)
- La mano che nutre la morte (1974)
- Le amanti del mostro (1974)
- Lager SSadis Kastrat Kommandantur (1976)
- SS Lager 5 - L'inferno delle donne (1977)
- Il braccio violento della mala (1978)
- L'ultimo harem (1981)